# بورگتهان
بورگتهان (به آلمانی: Burgthann) یک شهر در آلمان است که در نورنبرگر لاند واقع شده‌است.